# Olimpiada Española de Física
La Olimpiada Española de Física (OEF) es una competición nacional anual de física para alumnos de bachillerato. Esta competición la organiza la Real Sociedad Española de Física, tanto las fases locales como la fase nacional. También prepara a los clasificados para la Olimpiada Internacional de Física y la Olimpiada Iberoamericana de Física.

## Estructura de la competición
Las olimpiadas de física tienen tres fases: la de distrito universitario, denominada Fase Local, la Fase Nacional y la Fase Internacional. Las fases locales (que corren a cargo de cada distrito universitario a través de los coordinadores de Física de la Universidad) se celebran durante los meses de enero y febrero en las facultades de física de toda España. En cada distrito universitario se seleccionarán un máximo de tres estudiantes, los cuales concursarán posteriormente en la Fase Nacional. Así, por ejemplo, la Comunidad de Madrid, al tener 6 distritos universitarios, envía un máximo de 18 estudiantes a la OEF.
En la Fase Nacional se seleccionan a 9 ganadores, los que hayan obtenido una mayor puntuación en las pruebas. Los 5 primeros pasan a formar parte del equipo que representará a España en la Olimpiada Internacional de Física. Los 4 siguientes participan en la Olimpiada Iberoamericana de Física
Según los estatutos por los que se rige, en la Olimpiada Española participan estudiantes matriculados en 1º o 2º de Bachillerato o en el último curso de Formación Profesional de 2º grado. El objetivo de estas olimpiadas es estimular el desarrollo de contactos nacionales e internacionales en el campo de la enseñanza de la Física a nivel preuniversitario, en reconocimiento de la importancia creciente de la Física en todos los aspectos de la Ciencia y la Tecnología y en la formación de los jóvenes.
La olimpiada se desarrolla en cuatro días. El primer día se recibe a las delegaciones locales y se da la bienvenida oficial a los participantes. Las pruebas propiamente dichas transcurren en un único día (el segundo): por la mañana tiene lugar la prueba experimental (se basa en la investigación de un fenómeno con técnicas de laboratorio) y la tarde se dedica a los problemas teóricos (tres problemas que involucran  áreas de la física enseñadas en las aulas). El problema experimental vale entre un 40 % y un 50 %, y la prueba se califica sobre 50 puntos.

## Sedes
La competencia nacional va rotando de ciudad:
| - 1990: Salamanca - 1991: Jaca - 1992: Santiago de Compostela - 1993: Oviedo - 1994: Valencia - 1995: Santander - 1996: Madrid - 1997: Logroño - 1998: Orense - 1999: Castellón - 2000: Granada - 2001: Tarragona | - 2002: Burgos - 2003: Cuenca - 2004: Vigo - 2005: Almería - 2006: Teruel - 2007: Jaén - 2008: Oviedo - 2009: Pamplona - 2010: Alicante - 2011: Murcia - 2012: Bilbao - 2013: Lérida | - 2014: La Coruña - 2015: Madrid - 2016: Sevilla - 2017: Gerona - 2018: Valladolid - 2019: Salamanca - 2020: Murcia (virtual) - 2021: Virtual - 2023: Virtual - 2023: Lugo |